# Psoroptidae
Psoroptidae bezeichnet eine Familie saugender, auf der Haut von Säugetieren lebender Milben (Nage- und Saugmilben). Außerhalb ihres Wirts sind sie nur wenige Tage lebensfähig. Der Körper ist oval, dorsale Borsten fehlen. Die Beinpaare sind deutlich länger als bei den grabenden Milben (Familie Sarcoptidae), das dritte und vierte Beinpaar ist üblicherweise von oben sichtbar. Männliche Adulte haben beidseits des Anus einen Kopulationszapfen, mit dem sie in die Kopulationsöffnung weiblicher Tritonymphen eindringen. Die Milben zeigen einen deutlichen Sexualdimorphismus. Der Lebenszyklus umfasst Larve, Protonymphe, Tritonymphe und Adultus.